# Svatý Chrodegang
Chrodegang či Chrodegand nebo také Chrodegang z Met (počátek 8. století, oblast Hesbaye v dnešní Belgii – 6. března 766, Mety) byl metský biskup a osobní arcibiskup, který sestavil pravidla společného života pro kněžstvo zvaná Regula canonicorum.

## Život
Jeho otec se jmenoval Sigramn, jeho matkou byla Landrada z rodu Robertovců, dcera Lamberta z Hesbaye. Byl vysvěcen na kněze a snažil se napomáhat reformě církve ve Francké říši, v čemž mu významným způsobem pomáhal král Pipin III. Krátký. V roce 742 se stal arcibiskupem v Metách. Ve své diecézi důsledně prosazoval nutné reformy, kněze vedl ke společnému životu po vzoru řeholních komunit.